# John Fundi
John Fundi est un sculpteur contemporain mozambicain, né en 1939 à Mueda, mort en 1991 à Chanika en Tanzanie où il vivait et travaillait.
Il est l'un des sculpteurs de la tradition Makondé les plus renommés, et travaille dans le style shetani (sorcier Sindamama).
Son œuvre a notamment été exposée aux Magiciens de la terre, en 1989 et dans le cadre des expositions consacrées à la collection Jean Pigozzi.
L'artiste affirmait que la nuit, son esprit le quittait pour participer à des réunions secrètes avec d'autres esprits Makondé. Ses sculptures seraient le fruit de ces expériences.